# Производство за отмяна
Производство за отмяна (на португалски: ação rescisória) в бразилското процесуално право представлява самостоятелно съдопроизводство за отмяна на окончателни и влезли в сила съдебни решения – инструмент за защита от порочни съдебни решения, регламентиран в „Глава IV“ от Гражданскопроцесуалния кодекс на Бразилия. Производството за отмяна е самостоятелно съдопроизводство, не е процедура за апелативно обжалване на съдебни решения и не е включено в частта от ГПК на Бразилия, изброяваща апелативните съдебни процедури. Производството за отмяна на съдебни решения в Бразилия се провежда само пред висшите щатски и федерални съдилища в страната. Производствата за отмяна са широко разпространени в съдебната практика в Бразилия, най-вече в случаите, при които всички правни способи за инстанционно обжалване са били изчерпани.

## Хипотези
Производството за отмяна е допустимо само ако за атакуваното решение е валидна една от следните хипотези:
- атакуваното съдебно решение да е резултат от престъпно поведение на съдия;
- атакуваното съдебно решение да е произнесено от съдия, който не е притежавал право да практикува или не е имал юрисдикция да разглежда делото;
- ако атакуваното съдебно решение е резултат от умишлено незаконно поведение на спечелилата страна или е резултат от съглашение, с което страните по делото целят да нарушат закона;
- ако атакуваното решение нарушава силата на пресъденото нещо;
- ако атакуваното решение нарушава ясни разпоредби на закон;
- ако атакуваното решение се основава на фалшиви доказателства;
- ако след произнасянето на атакуваното решение, ищецът е придобил ново доказателство, което по време на процеса той е игнорирал или не е могъл да представи на съда;
- ако атакуваното решение се основава на невалидни показания, невалидни писмени откази или невалидни споразумения;
- ако атакуваното решение се основава на фактологически грешки, резултат от актове или документи на процеса.

Срокът, в който дадено съдебно решение може да бъде атакувано чрез производство за неговата отмяна, изтича две години след произнасянето на решението. Според чл. 487 от ГПК на Бразилия лицата, които имат право да инициират производство за отмяна, са:
- страна по делото или нейните наследници;
- трето легално заинтересовано лице, което не е било конституирано като страна по делото;
- прокуратурата – само в случаите, в които тя не е представила мнение по делото, когато нейното изслушване е било задължително, или когато съдебното решение е било резултат от незаконно поведение на страните по делото.

## Компетентност
Въпреки че производството за отмяна е регламентирано в Гражданскопроцесуалния кодекс на Бразилия, самият кодекс не съдържа разпоредби, конкретизиращи юрисдикциите, компетентни да провеждат такива дела. Такива разпоредби обаче съдържа Федералната конституция в частта си за съдебната власт, в която ясно са очертани правомощията на Върховния федерален съд, на Висшия съд, на Регионалните федерални съдилища, на щатските съдилища и др. В чл. 102, I, j. се посочва, че Върховният федерален съд провежда производства за отмяна на собствените си решения; чл. 105, I, e. посочва, че Висшият съд притежава юрисдикция върху производствата за отмяна на собствените си решения, а чл. 108 B, e. потвърждава юрисдикцията на Регионалните федерални съдилища върху производствата за отмяна на собствените си решения и решенията на първоинстанционните федерални съдии. Юрисдикцията на щатските апелативни съдилища върху производствата за отмяна на собствени съдебни решения и на такива, произнесени от първинстанционните щатски съдии, се извежда от разпоредбите на Конституцията и ГПК, който съдържа глава „За процеса в съдилищата“.
Процедурата Производство за отмяна започва, след като ищецът подаде петиция до компетентния съд с искане за отмяна на съдебното решение и след като внесе предварително депозит от 5 процента от стойността на делото, за да покрие разноските, в случай че искането бъде отхвърлено като недопустимо. От внасяне на депозитна такса са освободени държавното обвинение, щатите и общините.
Провеждането на самата процедура обаче не е подробно регламентирано в ГПК, чийто чл. 485 постановява, че процедурата се провежда съобразно вътрешните правилници на компетентните съдилища. В допълнение чл. 493 посочва, че съдилищата определят в своите вътрешни правилници компетентните органи и другите административни и бюрократични изисквания за провеждането на делата за отмяна. Като правило производствата за отмяна се разглеждат от многочленни състави във висшите щатски и федерални съдилища.
Според чл. 489 от ГПК повдигането на иск за отмяна на съдебно решение не спира изпълнението на атакуваното решение, което може да се случи единствено в определени от закона случаи.
В случай че производството за отмяна е успешно за ищеца, съдът отменя атакуваното съдебно решение, като има право и да постанови ново решение по въпроса, както и да реши дали да възстанови депозита, внесен от ищеца.